# Videografia Carla's Dreams
Trupa Carla's Dreams au peste 30 de videoclipuri realizate pentru piesele sale, apărând în majoritatea din ele. Cele mai multe din videoclipurile lor sunt realizate de Roman Burlaca. De asemenea solistul trupei apare în emisiuni, de cele mai multe ori ca jurat.

## Videoclipuri muzicale
| Titlu                        | Alt/Alți interpret/interpreți | Regizor(i)     | Descriere         | An   |
| ---------------------------- | ----------------------------- | -------------- | ----------------- | ---- |
| "Влюблены"                   | Dara                          | ?              |                   | 2012 |
| "P.O.H.U.I"                  | Nici unul                     | Sergiu Barajin | Prima variantă    | 2012 |
| "Жить выбираем"              | Dara                          | ?              |                   | 2012 |
| "P.O.H.U.I"                  | Inna                          | Sergiu Barajin | Varianta a doua-a | 2013 |
| "Funeral Face(66 inches)"    | Nici unul                     | ?              |                   | 2013 |
| "Lumea Ta"                   | Loredana Groza                | Matei Dima     |                   | 2013 |
| "Прощай"                     | Nici unul                     | Roman Burlaca  |                   | 2014 |
| "Fie ce-o fi"                | Dara,Inna,Antonia             | Bogdan Daragiu |                   | 2014 |
| "Rachete"                    | Nici unul                     | ?              |                   | 2014 |
| "Cum ne noi"                 | Delia                         | Bogdan Daragiu |                   | 2015 |
| "Te rog"                     | Inna                          | Roman Burlaca  |                   | 2015 |
| "Sub pielea mea"             | Nici unul                     | Roman Burlaca  |                   | 2016 |
| "Aripile"                    |                               | Roman Burlaca  |                   | 2016 |
| "Sună-mă"                    | Antonia                       | Roman Burlaca  |                   | 2016 |
| "Acele"                      | Nici unul                     | Roman Burlaca  |                   | 2016 |
| "Unde"                       | Nici unul                     | Roman Burlaca  |                   | 2016 |
| "Треугольники"               | Nici unul                     | Roman Burlaca  |                   | 2016 |
| "Imperfect"                  | Nici unul                     | Roman Burlaca  |                   | 2016 |
| "Ne bucurăm în ciuda lor"    | Nici unul                     | Roman Burlaca  |                   | 2016 |
| "Antiexemplu"                | Nici unul                     | Roman Burlaca  |                   | 2017 |
| "Dragostea din plic"         | Nici unul                     | Roman Burlaca  |                   | 2017 |
| "Anti CSD"                   | Nici unul                     | Roman Burlaca  |                   | 2017 |
| "Tu Și Eu"                   | Inna                          | Roman Burlaca  |                   | 2017 |
| "Până la sânge"              | Nici unul                     | Roman Burlaca  |                   | 2017 |
| "Beretta"                    | Nici unul                     | Roman Burlaca  |                   | 2017 |
| "Frica"                      | Nici unul                     | Roman Burlaca  |                   | 2017 |
| "Formula Apei"               | Nici unul                     | Roman Burlaca  |                   | 2017 |
| "Animal de pradă"            | Nici unul                     | Roman Burlaca  |                   | 2017 |
| "Inima"                      | Delia                         | Roman Burlaca  |                   | 2017 |
| "Tequila"                    | Blacklist                     | Khaled Mokhtar |                   | 2017 |
| "413 (cântec) "              | Nici unul                     | Roman Burlaca  |                   | 2018 |
| "17 ani"                     | Nici unul                     | Roman Burlaca  |                   | 2018 |
| "Pe umerii tăi slabi"        | Nici unul                     | Roman Burlaca  |                   | 2018 |
| "Poetic si murdar"           | Nici unul                     | Roman Burlaca  |                   | 2018 |
| "Monomaniac"                 | Nici unul                     | Roman Burlaca  |                   | 2018 |
| "Lacrimi și pumni în pereți" | Nici unul                     | Roman Burlaca  |                   | 2018 |
| "Praf de stele"              | Nici unul                     | Roman Burlaca  |                   | 2018 |
| "Ca benzina"                 | Nici unul                     | Roman Burlaca  |                   | 2018 |
| "Karma"                      | Nici unul                     | Roman Burlaca  |                   | 2018 |
| "Regina Goală"               | Nici unul                     | Roman Burlaca  |                   | 2018 |
| "CRV"                        | Nici unul                     | Roman Burlaca  |                   | 2018 |
| "Luna"                       | Nici unul                     | Roman Burlaca  |                   | 2018 |
| "ITSOVA"                     | Nici unul                     | Roman Burlaca  |                   | 2019 |
| "Te-Ascund în vise"          | Nici unul                     | Roman Burlaca  |                   | 2019 |
| "Ne Topim"                   | Nici unul                     | Roman Burlaca  |                   | 2019 |
| "Dependent"                  | Deliric                       | Roman Burlaca  |                   | 2019 |
| "Gust Amar"                  | Nici unul                     | Roman Burlaca  |                   | 2019 |
| "ANXIETATE"                  | Antonia                       | Roman Burlaca  |                   | 2019 |
| "Bambolina"                  | Killa Fonic                   | Bogdan Păun    |                   | 2019 |
| "Baila Comnigo"              | Blacklist                     | Bogdan Păun    |                   | 2019 |
| "Seară de seară"             | Nici unul                     | Roman Burlaca  |                   | 2019 |
| "Secrete"                    | Nici unul                     | Roman Burlaca  |                   | 2020 |
| "3 inimi"                    | Irina Rimes                   | Bogdan Păun    |                   | 2020 |
| "Scara2,Etajul7"             | Nici unul                     | Roman Burlaca  |                   | 2020 |
| "Simplu și ușor"             | Nici unul                     | Bogdan Păun    |                   | 2020 |
| "N-aud"                      | Emaa                          | Roman Burlaca  |                   | 2021 |
| "Aici"                       | Inna,The Motans,Irina Rimes   | Bogdan Păun    |                   | 2021 |
| "Victima"                    | Nici unul                     | Roman Burlaca  |                   | 2022 |
| "Înapoi"                     | Nici unul                     | Roman Burlaca  |                   | 2022 |
| "Doar tu"                    | Nici unul                     | Roman Burlaca  |                   | 2022 |
| "Adidașii gri"               | Nici unul                     | Roman Burlaca  |                   | 2022 |
| "Din cauza ta"               | Nicole Cherry                 | Roman Burlaca  |                   | 2023 |

## Filmografie
| Titlu         | An   | Rol    | Note   |
| ------------- | ---- | ------ | ------ |
| Frankenweenie | 2012 | Nassor | Dublaj |

## Televiziune
| Titlu                    | An             | Rol             | Note                                    |
| ------------------------ | -------------- | --------------- | --------------------------------------- |
| Vocea României           | 2013,2022      | El însăși       | Invitat(sezonul 3,sezonul 10)           |
| X Factor (România)       | 2015,2016-2018 | El însăși       | Invitat(sezonul 5),Jurat(sezoanele 6-8) |
| Neatza cu Răzvan și Dani | 2016           | El însăși       | Invitat                                 |
| The Four - Cei 4         | 2018           | El însăși       | Jurat                                   |
| Apropo TV                | 2019           | El însăși       | Invitat                                 |
| SuperStar România        | 2021           | El însăși       | Jurat                                   |
| Masked Singer România    | 2021           | El însăși/Emoji | Concurent(sezonul 2)                    |
| Pe bune?!                | 2021           | El însăși       | Invitat                                 |
| Protevelion              | 2021-2022      | El însăși       | Invitat, Emisiune specială de Revelion  |

## Web
| Titlu    | An   | Rol     | Note    |
| -------- | ---- | ------- | ------- |
| Da,Bravo | 2022 | Invitat | Podcast |
| Chef Mat | 2022 | Invitat |         |

## Spoturi publicitare
| Companie         | An   | Promovând            | Titlu                                                                     | Generic                 |
| ---------------- | ---- | -------------------- | ------------------------------------------------------------------------- | ----------------------- |
| Lidl             | 2017 | Supermakert-ul       | Pentru ca acasa e mereu pe primul loc                                     | Tu Și Eu                |
| Durex            | 2019 | Marca de prezevative | Sustine lupta impotriva HIV                                               | fără generic            |
| Nivea            | 2020 | Gama de machiaj      | Carla's Dreams se demachiază ca un profesionist cu NIVEA MICELLAIR EXPERT | fără generic            |
| Lidl             | 2020 | Supermarket-ul       | In familie facem mereu loc                                                | 3 inimi                 |
| Lidl             | 2020 | Aplicația LIDL PLUS  | fără titlu                                                                | fără generic            |
| Animaliens Wines | 2022 | Vinul                | Ne bucurăm în ciuda lor                                                   | Ne bucurăm în ciuda lor |